# Mario Ossandón
Carlos Mario Orlando Ossandón Cañas (Santiago, 12 de noviembre de 1951-Santiago, 10 de mayo de 2023) fue un trabajador social y político chileno, miembro del Partido por la Democracia (PPD). Se desempeñó como concejal de la comuna de La Florida entre 1992 y 1996. Luego, bajo el primer gobierno de Michelle Bachelet ejerció como subsecretario de Previsión Social entre 2008 y 2009. Para el segundo gobierno de Bachelet, ejerció como jefe de la División de Gobierno Interior del Ministerio del Interior y Seguridad Pública entre 2014 y 2018.

## Familia
Nació en Santiago de Chile, en 1951, hijo de Héctor Mario Ossandón Sánchez y María Alejandra Cañas Díaz. Su hermano Guillermo Ossandón, fue el fundador del MAPU Lautaro en 1982. Se le condenó a cadena perpetua debido al rescate desde el Hospital Sótero del Río del militante de ese movimiento guerrillero Marco Ariel Antonioletti en noviembre de 1990.
Se casó en Santiago, en 1971, con Felisa Solar Silva, hija de Miguel Ángel Solar Silva (desciende de José Camilo del Solar) y de María Gabriela Silva Moreno.

## Trayectoria política
Militante del Partido por la Democracia (PPD), en las elecciones municipales de 1992, postuló por un cupo al concejo municipal de la comuna de La Florida, resultando elegido como concejal al obtener 12.673 votos, equivalentes al 9.4% del total de sufragios válidos.
En marzo de 2000, bajo la administración del presidente Ricardo Lagos, fue nombrado como director nacional del Fondo de Solidaridad e Inversión Social (Fosis), ejerciendo el cargo hasta el fin del gobierno en 2006.
Asimismo, durante el primer gobierno de Michelle Bachelet, fue designado como subsecretario de Previsión Social en el Ministerio del Trabajo y Previsión Social, cargo que ejerció entre enero de 2008 y abril de 2009, fecha en que presentó su renuncia.
Posteriormente, en el segundo mandato de la presidenta Michelle Bachelet, volvió al gobierno, siendo designado en marzo de 2014, como jefe de la División de Gobierno Interior, dependiente de la Subsecretaría del Interior. En paralelo a lo anterior, entre el 4 de octubre y el 18 del mismo mes, asumió de manera subrogante (s), como titular de dicha Subsecretaría, en reemplazo de Mahmud Aleuy, quien dejó sus funciones por motivos de vacaciones, sumado al rechazo de la aplicación de la Ley Antiterrorista contra mapuches en la región de La Araucanía por parte del gobierno. Luego, retomó sus funciones en la jefatura de la División de Gobierno Interior, hasta el final de la administración en marzo de 2018.
Falleció el 10 de mayo de 2023.